# Jezioro Myśliborskie Wielkie
Jezioro Myśliborskie Wielkie (także Wielkie Jezioro Myśloborskie, niem. Großer Mützelburger See) – jezioro graniczne położone w Puszczy Wkrzańskiej. Administracyjnie leży w gminie Nowe Warpno w powiecie polickim i niemieckim landzie Meklemburgia-Pomorze Przednie (powiat Vorpommern-Greifswald).

## Charakterystyka

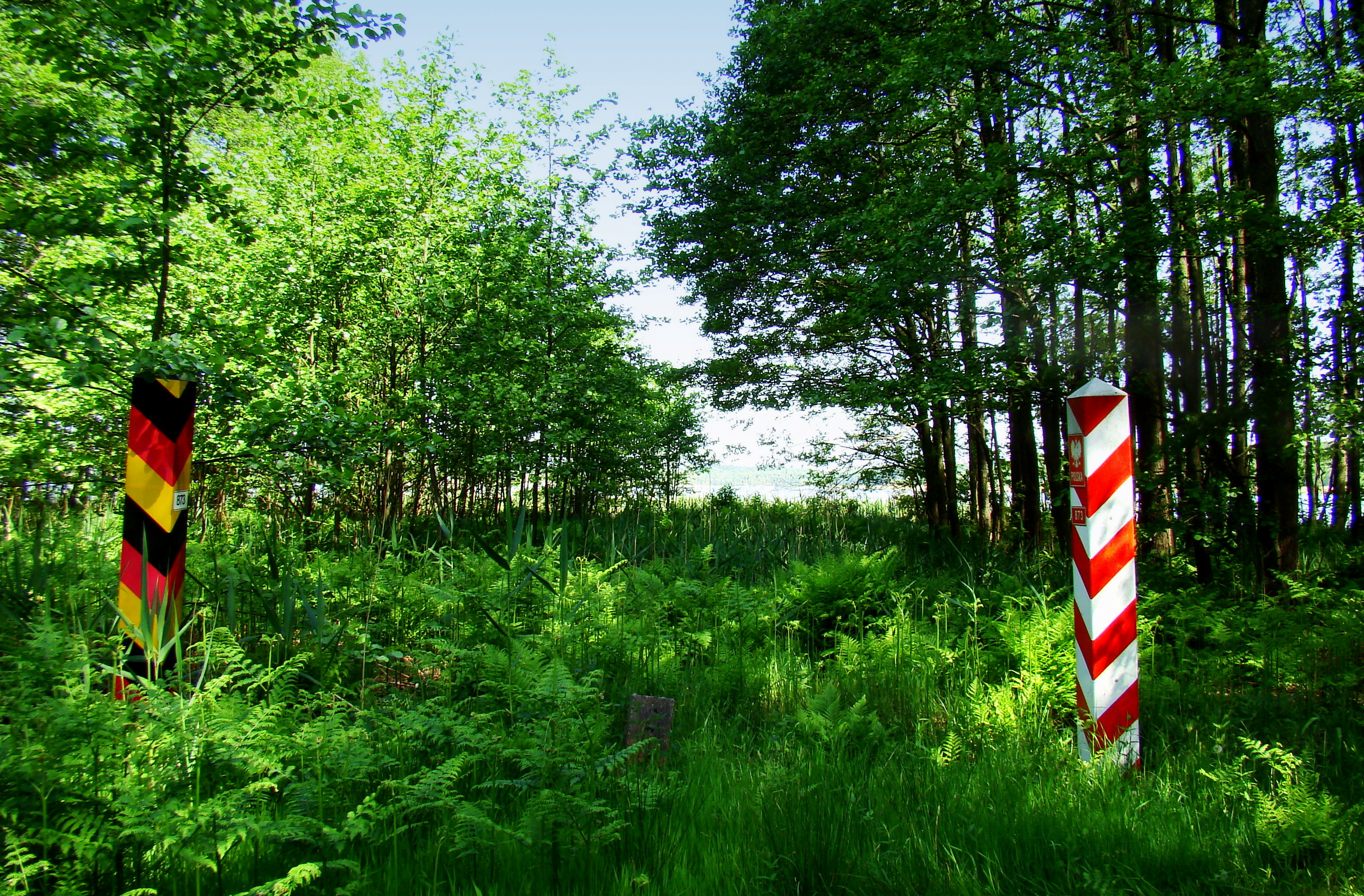
Granica polsko-niemiecka w tle Jezioro Myśliborskie Wielkie

Powierzchnia ok. 134 ha (53,6 ha w Polsce). Jezioro typu sandaczowego, największe jezioro słodkowodne w gminie Nowe Warpno, maksymalna głębokość 2,8 m. Jezioro jest połączone z Zalewem Szczecińskim (Jezioro Nowowarpieńskie), wypływającą z niego rzeczką Myśliborką natomiast kanałem z Jeziorem Małomyśliborskim. 
W czasach istnienia PRL z uwagi na granice państwową od strony polskiej jezioro było ogrodzone płotem z wytyczonym pasem drogi granicznej, mimo iż linia graniczna biegnie bezpośrednio przez jezioro. Obecnie granica styka się z jeziorem od południa za znakiem granicznym nr 873 a od północy od znaku nr 874.
W 1949 roku wprowadzono urzędowo rozporządzeniem Ministra Administracji Publicznej polską nazwę Wielkie Jezioro Myśliborskie dla jego polskiej części, zastępując poprzednią niemiecką nazwę jeziora – Großer Mützelburger See.
Nad jeziorem leżą wsie: 
- Myślibórz Wielki – na wschodzie
- Myślibórz Mały – na północy